# Zukeran Chōbin
Zukeran Chōbin (瑞慶覧 長敏 Zukeran Chōbin,  sinh ngày 24 tháng 10 năm 1958) là thị trưởng của Nanjō, Okinawa và là cựu đại biểu Chúng Nghị viện, đại diện cho Quận 4 Okinawa (phía nam đảo Okinawa và quần đảo Sakishima). Ông được bầu trong cuộc tổng tuyển cử Nhật Bản 2009. Ông là một người ủng hộ thẳng thắn việc loại bỏ các căn cứ của Hoa Kỳ khỏi Okinawa.
Vào ngày 21 tháng 1 năm 2018, Zukeran được bầu làm thị trưởng Nanjō sau khi đánh bại đương kim thị trưởng ba nhiệm kỳ Keishun Koja. Ông nhậm chức vào ngày 12 tháng 2.

## Lịch sử bầu cử
| Bầu cử thị trưởng Nanjo, 2018 | Bầu cử thị trưởng Nanjo, 2018 | Bầu cử thị trưởng Nanjo, 2018 | Bầu cử thị trưởng Nanjo, 2018 | Bầu cử thị trưởng Nanjo, 2018 | Bầu cử thị trưởng Nanjo, 2018 |
| Đảng                          | Đảng                          | Ứng cử viên                   | Số phiếu                      | %                             | ±                             |
| ----------------------------- | ----------------------------- | ----------------------------- | ----------------------------- | ----------------------------- | ----------------------------- |
|                               | Độc lập                       | Zukeran Chōbin                | 11,429                        | 50.14                         | N/A                           |
|                               | Độc lập                       | Koja Keishun                  | 11,364                        | 49.86                         | 50.14                         |
| Tổng số phiếu                 | Tổng số phiếu                 | Tổng số phiếu                 | 22,973                        | 66.92                         |                               |

| Tổng tuyển cử Nhật Bản 2012 – Quận 4 Okinawa | Tổng tuyển cử Nhật Bản 2012 – Quận 4 Okinawa                                  | Tổng tuyển cử Nhật Bản 2012 – Quận 4 Okinawa | Tổng tuyển cử Nhật Bản 2012 – Quận 4 Okinawa | Tổng tuyển cử Nhật Bản 2012 – Quận 4 Okinawa | Tổng tuyển cử Nhật Bản 2012 – Quận 4 Okinawa |
| Đảng                                         | Đảng                                                                          | Ứng cử viên                                  | Số phiếu                                     | %                                            | ±                                            |
| -------------------------------------------- | ----------------------------------------------------------------------------- | -------------------------------------------- | -------------------------------------------- | -------------------------------------------- | -------------------------------------------- |
|                                              | Dân chủ Tự do                                                                 | Nishime Kōsaburō (ủng hộ bởi NKP)            | 72,912                                       | 52.21                                        | 8.50                                         |
|                                              | Độc lập                                                                       | Zukeran Chōbin                               | 33,791                                       | 24.20                                        | 30.51                                        |
|                                              | Đảng Duy tân                                                                  | Uomori Kōtarō                                | 12,918                                       | 9.25                                         | N/A                                          |
|                                              | [[Japanese Communist Party\|Bản mẫu:Japanese Communist Party/meta/shortname]] | Maesato Tamotsu                              | 11,825                                       | 8.47                                         | N/A                                          |
|                                              | Dân chủ                                                                       | Ōshiro Nobuhiko                              | 8,193                                        | 5.87                                         | N/A                                          |
| Số đông                                      | Số đông                                                                       | Số đông                                      | 39,121                                       | 28.01                                        |                                              |
| Tổng số phiếu                                | Tổng số phiếu                                                                 | Tổng số phiếu                                | 143,214                                      | 53.37                                        | 10.96                                        |
|                                              | Dân chủ Tự do đánh bại Độc lập                                                | Dân chủ Tự do đánh bại Độc lập               | Swing                                        | 19.51                                        |                                              |

| Tổng tuyển cử Nhật Bản 2009 – Quận 4 Okinawa                                             | Tổng tuyển cử Nhật Bản 2009 – Quận 4 Okinawa                                        | Tổng tuyển cử Nhật Bản 2009 – Quận 4 Okinawa | Tổng tuyển cử Nhật Bản 2009 – Quận 4 Okinawa | Tổng tuyển cử Nhật Bản 2009 – Quận 4 Okinawa | Tổng tuyển cử Nhật Bản 2009 – Quận 4 Okinawa |
| Đảng                                                                                     | Đảng                                                                                | Ứng cử viên                                  | Số phiếu                                     | %                                            | ±                                            |
| ---------------------------------------------------------------------------------------- | ----------------------------------------------------------------------------------- | -------------------------------------------- | -------------------------------------------- | -------------------------------------------- | -------------------------------------------- |
|                                                                                          | Dân chủ                                                                             | Chōbin Zukeran (ủng hộ bởi PNP và OSMP)      | 89,680                                       | 54.71                                        | 24.94                                        |
|                                                                                          | Dân chủ Tự do                                                                       | Nishime Kōsaburō (ủng hộ bởi NKP)            | 71,653                                       | 43.71                                        | 5.33                                         |
| style="background-color: Bản mẫu:Happiness Realization Party/meta/color; width: 5px;" \| | [[Happiness Realization Party\|Bản mẫu:Happiness Realization Party/meta/shortname]] | Tomikawa Mitsunari                           | 2,598                                        | 1.58                                         | N/A                                          |
| Số đông                                                                                  | Số đông                                                                             | Số đông                                      | 18,027                                       | 11.00                                        |                                              |
| Tổng số phiếu                                                                            | Tổng số phiếu                                                                       | Tổng số phiếu                                | 167,219                                      | 64.33                                        | 6.93                                         |
|                                                                                          | Dân chủ đánh bại Dân chủ Tự do                                                      | Dân chủ đánh bại Dân chủ Tự do               | Swing                                        | 16.14                                        |                                              |